# Hatch Pightle Gully
Der Hatch Pightle Gully ist ein Wasserlauf in Berkshire, England. Der Hatch Pightle Gully entsteht südlich des Buckleberry Common. Er fließt in östlicher Richtung bis zu seiner Mündung in den Long Gully bei Chapel Row.